# Petra Schürmann
Petra Schürmann-Freund (15 tháng 09 năm 1933 – 14 tháng 01 năm 2010) là một người mẫu của Đức, phát thanh viên, và diễn viên.

## Tiểu sử
Schürmann chiến thắng trong cuộc thi Hoa hậu Thế giới 1956, đại diện cho Tây Đức. Tính đến năm 2014 bà là người phụ nữ Đức duy nhất đạt danh hiệu này. Cuộc thi được diễn ra tại Luân Đôn, Vương quốc Anh. Một điều thật thú vị, Petra Schürmann chỉ về vị trí thứ 3 trong cuộc thi Hoa hậu Đức, nhưng lại được lựa chọn làm đại diện cho quốc gia mình đến Luân Đôn bởi sự hiểu biết sâu rộng của bà về tiếng Anh.
Lúc đó bà học triết học và lịch sử nghệ thuật tại trường đại học ở Bonn và Köln. Sau khi chiến thắng tại cuộc thi Hoa hậu Thế giới bà vẫn tiếp tục việc học của mình tại Munich.
Bắt đầu từ những năm 60 bà bắt đầu công việc với sự nghiệp phát thanh và truyền hình, chủ yếu là ở Munich. Ngoài ra bà cũng tham gia đóng phim và viết sách.

## Cuộc sống cá nhân
Năm 1973 bà kết hôn với bác sĩ Gerhard Freund, họ gặp nhau từ năm 1967 đây là một điều bí mật và sau đó ông trở thành cha của con gái họ là Alexandra Freund. Lúc này ông vẫn còn hôn thú với diễn viên nữ người Đức Marianne Koch. Alexandra Freund cũng thành công với sự nghiệp phát thanh tại Munich nhưng đã mất năm 2001 thọ 34 tuổi khi xảy ra tai nạn xe môtô khi cô đi sai đường. Petra Schürmann không bao giờ thật sự hồi phục từ những mất mát quá lớn, nhất là với cô con gái mà mình rất đỗi yêu thương.

## Qua đời
Petra Schürmann nghỉ hưu và sống cùng chồng trong căn nhà nhỏ của họ tại hồ Starnberg miền nam Munich. Khi ông qua đời vào tháng 8 năm 2008 họ đã lập gia đình được 35 năm. Bà mất ngày 14 tháng 01 năm 2010 sau một căn bệnh dài.

## Hiển thị
1. 1 2 3  "TV-Moderatorin Petra Schürmann ist tot: Sie wollte ihre Tochter im Himmel wiedersehen". Münchner Merkur. ngày 14 tháng 1 năm 2010. Bản gốc lưu trữ ngày 16 tháng 7 năm 2011. Truy cập ngày 14 tháng 1 năm 2010.
2. 1 2 3 4 5 6 7  "Mutter, Moderatorin, Medienstar". Bayerischer Rundfunk. ngày 14 tháng 1 năm 2010. Bản gốc lưu trữ ngày 16 tháng 1 năm 2010. Truy cập ngày 14 tháng 1 năm 2010. (tiếng Đức)
3. 1 2  "Von der Miss World zum Fernsehstar". Süddeutsche Zeitung. ngày 14 tháng 1 năm 2025. Truy cập ngày 14 tháng 1 năm 2025. {{Chú thích web}}: Kiểm tra giá trị ngày tháng trong: |access-date= (trợ giúp) (tiếng Đức)
4. 1 2  "Petra Schürmann ist tot". Der Spiegel. ngày 14 tháng 1 năm 2010. Truy cập ngày 14 tháng 1 năm 2010. (tiếng Đức)
5. 1 2 3  "Tragic star and media figure Petra Schürmann dies at 74". Young Germany, Societäts-Verlag. ngày 14 tháng 1 năm 2010. Bản gốc lưu trữ ngày 18 tháng 1 năm 2010. Truy cập ngày 14 tháng 1 năm 2010.
6. 1 2 3 4 5 6  Sudholt, Eva (ngày 14 tháng 1 năm 2010). "Ein Leben zwischen Schönheit und Schmerz". Berliner Morgenpost. Bản gốc lưu trữ ngày 25 tháng 3 năm 2012. Truy cập ngày 14 tháng 1 năm 2010. (tiếng Đức)

## Liên kết
- Petra Schürmann trên IMDb
- Tác phẩm bởi và về Petra Schürmann trong thư mục catalogue của Thư viện quốc gia Đức

- Article in Stern magazine 2010-05-03 richly illustrated (tiếng Đức)